# Gmach sądu przy Alejach Marcinkowskiego w Poznaniu
Gmach sądu przy Alejach Marcinkowskiego w Poznaniu – budynek stanowiący siedzibę Sądu Okręgowego w Poznaniu oraz Sądu Rejonowego Poznań-Nowe Miasto i Wilda, zlokalizowany przy Alejach Marcinkowskiego 32, na rogu ul. Solnej. 
Budynek wzniesiono w latach 1952–1953 na miejscu wypalonego podczas działań wojennych pruskiego Sądu Krajowego (w okresie II RP: Okręgowego) z lat 1873–1875. Jeszcze wcześniej znajdował się w tym miejscu rządowy magazyn soli. 
Projektantem obecnego gmachu był Stanisław Pogórski, który stworzył czworoboczny obiekt z dziedzińcem wewnątrz. Całość jest symetryczna i utrzymana w formach klasycznych. W latach 1996–1997 nadbudowano ostatnią kondygnację, zachowując harmonię bryły. Na osi fasady widnieje napis łaciński: Justitia omnibus fiat.
Od 1 lipca 2015 budynek jest ponadto siedzibą Sądu Rejonowego Poznań-Nowe Miasto i Wilda w Poznaniu.
W pobliżu znajdują się: Uniwersytet Artystyczny, Gmach Urzędu Pocztowego Poznań 9, Wojewódzkie Centrum Telekomunikacyjne i Wzgórze Świętego Wojciecha.